# بروليتاريا
البروليتاريا أو البُرُولِتاريا (يقصد بها الطبقة العاملة ) (باللاتينية: Proletarius) هو مصطلح ظهر في القرن التاسع عشر ضمن كتاب بيان الحزب الشيوعي لكارل ماركس وفريدريك أنجلز يشير فيه إلى الطبقة التي ستتولد بعد تحول اقتصاد العالم من اقتصاد تنافسي إلى اقتصاد احتكاري، ويقصد كارل ماركس بالبروليتاريا الطبقة التي لا تملك أي وسائل إنتاج وتعيش من بيع مجهودها العضلي أو الفكري، ويرى ماركس أن الصراع التنافسي في ظل الرأسمالية، سيتولد عنه سقوط للعديد من الشركات واندماج شركات أخرى، حيث انها في النهاية تتحول إلى شركات كوسموبوليتية أي لا قومية وتصبح شركات احتكارية ويصبح نضال شعوب الأرض موحداً لعدو واحد وتسمى هذه الطبقة الناشئة عن الاحتكارات العالمية بطبقة البروليتاريا، وهيّ تبيع عملها الفكري والثقافي والعضلي ولا تملك أي وسائل إنتاج، ويعتبر ماركس البروليتاريا هي الطبقة التي ستحرر المجتمع وتبني الاشتراكية بشكل أممي.
تعتبر الفلسفة الماركسية بأن طبقة البروليتاريا مضطرة إلى قبول أجور هزيلة مقابل تشغيل وسائل الإنتاج، التي تنتمي إلى طبقة أصحاب الأعمال البرجوازية. جادل كارل ماركس بأن هذا الاضطهاد الرأسمالي يمنح البروليتاريا مصالح اقتصادية وسياسية مشتركة تتجاوز الحدود الوطنية، مما يدفعها إلى الاتحاد والاستيلاء على السلطة من الطبقة الرأسمالية، وفي نهاية المطاف إنشاء مجتمع اشتراكي خال من التمييز الطبقي.

## الجمهورية الرومانية والإمبراطورية

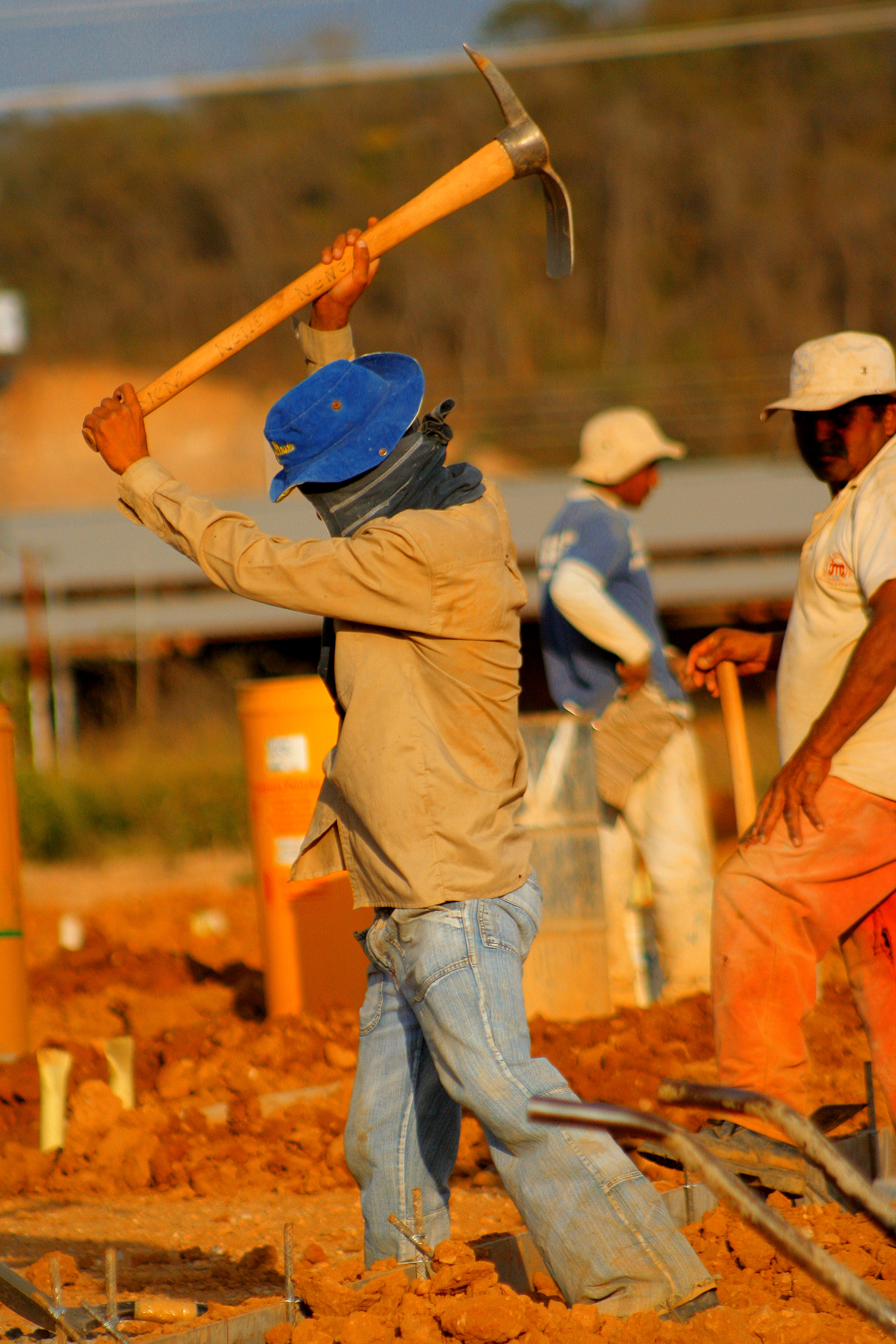
عامل يعمل في فنزويلا

شكل البروليتاريون طبقة اجتماعية من المواطنين الرومان الذين يمتلكون القليل من الممتلكات أو لا يملكون أي ممتلكات. ومن المفترض أن الاسم نشأ مع التعداد السكاني الذي كانت تجريه السلطات الرومانية كل خمس سنوات لإنتاج سجل للمواطنين وممتلكاتهم، والذي حدد واجباتهم العسكرية وامتيازات التصويت. والذين امتلكوا 11000 قطعة من عملة الآس أو أقل كانوا أدنى فئة للخدمة العسكرية، وكان أطفالهم (البروليس) يدرجون بدلًا من الممتلكات؛ ومن هنا جاء اسم البروليتاريوس (منتج الذرية). وقد دفع المواطنون الرومانيون ثمن خيولهم وأسلحتهم، وقاتلوا دون مقابل لأجل الصالح العام، لكن المساهمة العسكرية الوحيدة للبروليتاريوس كانت أطفالهم، المواطنين الرومان المستقبليين الذين استطاعوا استعمار الأراضي المحتلة. ورسميًا كان يطلق على المواطنين الذين لا يملكون ممتلكات اسم كابيته تشينسي لأنهم «أشخاص مسجلون ليس بحسب ممتلكاتهم. ولكن ببساطة فيما يتعلق بوجودهم كأفراد على قيد الحياة، في المقام الأول كرؤوس (كابوت) للأسر».
على الرغم من إدراج طبقة البروليتاريا في كوميتسيا تشينتوراتا (المجلس المئوي)، كانت هي الطبقة الدنيا في المجتمع، وحرمت إلى حد كبير من حقوق التصويت. وصف المؤرخون الرومانيون المتأخرون مثل ليفي بشكل غامض كوميتسيا تشينتوراتا على أنها مجلس شعبي لروما المبكرة يتكون من مئات، وهي وحدات التصويت التي تمثل فئات من المواطنين مصنفين وفقًا للثروة. وهذا المجلس، الذي اجتمع عادة في كامبوس مارتيوس (ميدان مارس) لمناقشة السياسة العامة، حدد الواجبات العسكرية للمواطنين الرومان. تشكلت إحدى عمليات إعادة بناء كوميتسيا تشينتوراتا من 18 وحدة مئوية من سلاح الفرسان و170 وحدة مئوية من المشاة مقسمة إلى خمس فئات حسب الثروة، بالإضافة إلى 5 وحدات مئوية من أفراد الدعم المسماة أداسيدوي، أحدها يمثل البروليتاريا. في المعركة، كان سلاح الفرسان يحضرون خيولهم وأسلحتهم، وفئة المشاة العليا بكامل أسلحتهم ودروعهم، والفئتين التاليتين أقل تسلحًا، والفئة الرابعة الرماح فقط، والخامسة القاذفات، بينما لم يكن لدى الأداسيدوي المساعدة أي أسلحة. وفي التصويت، كان سلاح الفرسان وفئة المشاة العليا كافيين لاتخاذ قرار بشأن قضية ما؛ وعندما بدأ التصويت في القمة، كان يتخذ عادةً قرار بشأن القضايا قبل تصويت الطبقات الدنيا.
بعد الحرب البونيقية الثانية في عام 201 قبل الميلاد، أدت حرب يوغرطة والصراعات المختلفة في مقدونيا وآسيا إلى خفض عدد أسر المزارعين الرومان، وشهدت الجمهورية نقصًا في الجنود المواطنين أصحاب الأملاك. ووسعت إصلاحات ماريوس عام 107 قبل الميلاد الأهلية العسكرية لتشمل فقراء الحضر، وبعدها أصبحت البروليتاريا جنودًا بأجر، والعمود الفقري للجيش، الذي خدم لاحقًا كقوة حاسمة في سقوط الجمهورية وتأسيس الإمبراطورية.

## الاستخدام الحديث
في أوائل القرن التاسع عشر، أشار العديد من الباحثين الليبراليين في أوروبا الغربية - الذين تعاملوا مع العلوم الاجتماعية والاقتصاد - إلى أوجه التشابه الاجتماعي والاقتصادي بين طبقة العمال الصناعيين الحديثة سريعة النمو والبروليتاريين الكلاسيكيين. ويمكن العثور على أحد أقدم المقارنات في ورقة تعود إلى عام 1807 للفيلسوف الفرنسي وعالم السياسة هيوز فليستيه روبرت دي لامنيه. وترجم لاحقًا إلى اللغة الإنجليزية بعنوان «العبودية الحديثة».
كان الاقتصادي والمؤرخ الليبرالي السويسري جون شارل لينارد دي سيسموندي أول من استخدم مصطلح البروليتاريا ليصف الطبقة العاملة التي نشأت في ظل الرأسمالية، والذي استشهد كارل ماركس بكتاباته بشكل متكرر. وعلى الأرجح واجه ماركس المصطلح أثناء دراسته لأعمال سيسموندي.

### النظرية الماركسية
استخدم ماركس، الذي درس القانون الروماني في جامعة فريدريش فيلهلم في برلين، مصطلح البروليتاريا في نظريته الاجتماعية السياسية (الماركسية) لوصف طبقة عاملة تقدمية غير ملوثة بالملكية الخاصة وقادرة على العمل الثوري للإطاحة بالرأسمالية وإلغاء الطبقات الاجتماعية، وتقود المجتمع إلى مستويات أعلى من الرخاء والعدالة. عرّف ماركس البروليتاريا على أنها الطبقة الاجتماعية التي ليس لديها ملكية كبيرة لوسائل الإنتاج (المصانع، والآلات، والأراضي، والمناجم، والمباني، والسيارات) وتتمثل وسيلة عيشها الوحيدة في بيع قوتها العاملة مقابل أجر أو راتب. فالبروليتاريون هم عمال مأجورون، بينما يميز البعض (وإن لم يكن ماركس نفسه) العمال بأجر على أنهم سالريات (موظفون).
تحدد النظرية الماركسية بشكل غامض الحدود بين البروليتاريا والطبقات الاجتماعية المجاورة. في الاتجاه المتفوق اجتماعيًا، والأقل تقدمًا تأتي البرجوازية الصغيرة الأدنى، مثل أصحاب المتاجر الصغيرة، الذين يعتمدون بشكل أساسي على العمل الحر بدخل مماثل للأجر العادي. والوظائف الوسيطة المشابهة، إذ يجري الجمع بين العمل المأجور لصاحب العمل والعمل الحر. وفي الاتجاه الآخر، تعيش اللومبنبروليتريا أو «البروليتاريا الرثة»، التي يعتبرها ماركس طبقة رجعية، في الاقتصاد غير الرسمي خارج التوظيف القانوني: أفقر المنبوذين من المجتمع مثل المتسولين والمحتالين والفنانين والمتجولين والمجرمين والمومسات. وقد جادلت الأحزاب الاشتراكية في كثير من الأحيان حول ما إذا كان ينبغي عليها تنظيم وتمثيل جميع الطبقات الدنيا، أو فقط البروليتاريا التي تتقاضى أجرًا.
وفقا للماركسية، تقوم الرأسمالية على استغلال البرجوازية للبروليتاريا: يجب على العمال، الذين لا يملكون أي وسيلة للإنتاج، استخدام ممتلكات الآخرين لإنتاج السلع والخدمات وكسب عيشهم. لا يجوز للعمال استئجار وسائل الإنتاج (مثل مصنع أو متجر متعدد الأقسام) للإنتاج لحسابهم الخاص؛ بالأحرى، يستأجر الرأسماليون العمال، وتصبح البضائع أو الخدمات المنتجة ملكًا للرأسمالي الذي يبيعها في السوق.
يدفع جزء من سعر البيع الصافي كأجور للعمال (تكاليف متغيرة)؛ والجزء الثاني يستخدم لتجديد وسائل الإنتاج (التكاليف الثابتة، استثمار رأس المال)؛ بينما الجزء الثالث تستهلكه الطبقة الرأسمالية، مقسمًا بين الربح الشخصي للرأسمالي والرسوم للمالكين الآخرين (الإيجارات، والضرائب، والفائدة على القروض، إلخ). الصراع على الجزء الأول (معدلات الأجور) يضع البروليتاريا والبرجوازية في صراع لا يحل، إذ تدفع المنافسة في السوق الأجور بلا هوادة إلى الحد الأدنى الضروري للعمال للبقاء ومواصلة العمل. والجزء الثاني، يسمى فائض القيمة الرأسمالية، ويستخدم لتجديد أو زيادة وسائل الإنتاج (رأس المال)، سواء من حيث الكمية أو الجودة. ويُعرف الجزآن الثاني والثالث بفائض القيمة، وهو الفرق بين الثروة التي تنتجها البروليتاريا والثروة التي تستهلكها.
يجادل الماركسيون بأن الثروة الجديدة تنشأ من خلال العمل المطبق على الموارد الطبيعية. لا تقدر قيمة السلع التي ينتجها البروليتاريون ويبيعها الرأسماليون بحسب فائدتها، بل بمقدار العمل المتجسد فيها: مثلًا، الهواء ضروري ولكنه لا يتطلب عملًا لإنتاجه، وبالتالي فهو مجاني؛ بينما الماس أقل فائدة بكثير، لكنه يتطلب مئات الساعات من التعدين والقطع، وبالتالي فهو مكلف. والأمر نفسه ينطبق على قوة عمل العمال: فهي لا تقدر بقيمة الثروة التي تنتجها، ولكن بمقدار العمل الضروري لإطعام العمال، وإسكانهم، وتدريبهم بشكل كافٍ، وقدرتهم على تربية الأطفال كعمال جدد. ومن ناحية أخرى، لا يكسب الرأسماليون ثروتهم من خلال عملهم الشخصي، الذي قد يكون عديم القيمة، ولكن من خلال العلاقة القانونية لممتلكاتهم بوسائل الإنتاج (مثل، امتلاك مصنع أو أرض زراعية).